# Beaverhead County
Beaverhead County is een county in de Amerikaanse staat Montana.
De county heeft een landoppervlakte van 14.355 km² en telt 9.202 inwoners (volkstelling 2000). De hoofdplaats is Dillon.